# نوئل کنتول
نوئل کنتول (انگلیسی: Noel Euchuria Cornelius Cantwell؛ ۲۸ فوریهٔ ۱۹۳۲ – ۸ سپتامبر ۲۰۰۵) یک بازیکن، مربی فوتبال و بازیکن کریکت اهل ایرلند بود.
از باشگاه‌هایی که در آن بازی کرده‌است می‌توان به منچستر یونایتد و وستهام یونایتد اشاره کرد.
کنتول در ۸ سپتامبر ۲۰۰۵ در سن ۷۳ سالگی بر اثر بیماری سرطان درگذشت